# European Association of Percutaneous Cardiovascular Interventions
European Association of Percutaneous Cardiovascular Interventions, EAPCI (pol. Europejskie Stowarzyszenie Przezskórnych Interwencji Sercowo-Naczyniowych) - europejskie stowarzyszenie kardiologów inwazyjnych współpracujące z Europejskim Towarzystwem Kardiologicznym (ESC).
Stowarzyszenie powstało w 2006 roku z połączenia Grupy Roboczej Kardiologii Inwazyjnej Europejskiego Towarzystwa Kardiologicznego oraz zarządu EuroPCR (europejskiego kursu kardiologii inwazyjnej w Paryżu).
Stowarzyszenie organizuje i wspiera kursy i kongresy naukowe w zakresie kardiologii inwazyjnej oraz wydaje czasopismo naukowe EuroIntervention.
Do EAPCI należy Asocjacja Interwencji Sercowo-Naczyniowych (AISN) Polskiego Towarzystwa Kardiologicznego.

## Władze EAPCI (2011-2014)
- Przewodniczący: Jean Fajadet (Francja)
- Poprzedni przewodniczący: Carlo Di Mario (Wielka Brytania)
- Przewodniczący elekt: Stephan Windecker (Szwajcaria)
- Sekretarz: G. Sianos (Grecja)